# La Peur du scandale
Pour plus de détails, voir Fiche technique et Distribution.

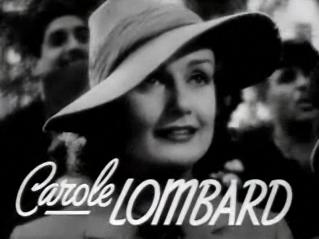
Carole Lombard dans le générique du film

La Peur du scandale (titre original : Fools for Scandal) est un film américain réalisé par Mervyn LeRoy et Bobby Connolly, sorti en 1938.

## Synopsis
La star de cinéma Kay Winters voyage à Paris sous le pseudonyme de Kay Summers avec sa femme de chambre Myrtle. Là-bas, elle rencontre René, un marquis français qui a perdu sa fortune et a mis en gage tous ses biens matériels pour vivre, ce que la société parisienne ne sait pas.

## Fiche technique
- Titre : La Peur du scandale
- Titre original : Fools for Scandal
- Réalisation : Mervyn LeRoy et Bobby Connolly
- Scénario : Herbert Fields et Joseph Fields d'après la pièce Return Engagement de Nancy Hamilton, James L. Shute et Rosemary Casey
- Photographie : Ted Tetzlaff
- Montage : William Holmes
- Musique : Lorenz Hart
- Direction artistique : Anton Grot
- Costumes : Milo Anderson et Travis Banton
- Producteurs : Mervyn LeRoy et Jack L. Warner
- Société de production : Warner Bros. Pictures
- Pays d'origine :  États-Unis
- Langue : anglais
- Format : Noir et blanc — 35 mm — 1,37:1 — Son : Mono
- Genre : Comédie
- Durée : 80 minutes
- Dates de sortie : 
  - États-Unis : 16 avril 1938

## Distribution
- Carole Lombard : Kay Winters/Kay Summers
- Fernand Gravey : Rene Viladel
- Ralph Bellamy : Phillip 'Phil' Chester
- Allen Jenkins : Dewey 'Dew' Gibson
- Isabel Jeans : Lady Paula Augusta Malverton
- Marie Wilson : Myrtle
- Marcia Ralston : Jill
- Ottola Nesmith : Agnes
- Heather Thatcher : Sylvia Potter-Porter
- Jacques Lory : Papa Joli-Cœur

Actrices non créditées
- Elizabeth Dunne : une touriste achetant un tapis
- Jeni Le Gon : une danseuse